# Jan Drenth
Jan Drenth (Groningen, 20 februari 1925 – Haren, 11 februari 2025) was een Nederlands chemicus. Van 1969 tot 1990 was hij hoogleraar structurele chemie aan de Rijksuniversiteit Groningen.

## Leven en carrière
Drenth werd geboren in Groningen op 20 februari 1925. als de helft van een eeneiige tweeling. Naast zijn tweelingbroer Wiendelt, had hij een drie jaar oudere zus. Zijn vader was accountmanager bij een kartonbedrijf. De tweelingbroers haalden hun middelbareschooldiploma in 1942 tijdens de Duitse bezetting en gingen scheikunde studeren aan de Rijksuniversiteit Groningen. Hun identieke uiterlijk leidde soms tot logistieke problemen tijdens mondelinge examens. Om verwarring te voorkomen nam een professor Drenth bij de hand, leidde hem naar de deur en bracht vervolgens Wiendelt naar binnen, zodat hij niet twee keer dezelfde Drenth examineerde.
In maart 1943 eisten de Duitse bezetters echter dat alle studenten een 'loyaliteitsverklaring' zouden ondertekenen. De beide broers weigerden dit, met als consequentie dat ze geen lessen mochten volgen en zich moesten melden voor dwangarbeid in Duitsland. Omdat ze geen onderduikplek konden vinden, werden ze in mei 1943 naar Duitsland gedeporteerd. 
Samen met een twaaltal andere studenten werden ze naar Wittenberge gestuurd, waar ze twee jaar in een rayonfabriek (Kurmärkische Zellwolle und Zellulose AG) werkten. Aan het einde van de oorlog werden ze bevrijd door de Russen. Ze slaagden erin de Elbe over te steken en bereikten na enkele weken hun huis in Groningen en hervatten hun studie scheikunde.
Drenth deed promotieonderzoek in de röntgenkristallografie, waarbij hij zich richtte op de röntgenstudie van kristallen van enorm grote eiwitten (300-350 kDa) uit plantenzaden. Hij promoveerde in 1957 in de wiskunde en natuurwetenschappen aan de Rijksuniversiteit Groningen met Eelco Wiebenga als zijn adviseur op een proefschrift getiteld: "Een röntgenografisch onderzoek van excelsine, edestine en tabakszaadglobuline.
Vervolgens bracht hij een postdoctoraal jaar door in het laboratorium van Barbara Low's laboratorium aan de Columbia Universiteit in New York City, waar hij werkte aan een veel kleiner eiwit, insuline. Op de boot naar New York ontmoette hij zijn toekomstige vrouw, Wil Nordemann.
Drenth keerde terug naar Nederland en werd in 1967 benoemd tot lector. In 1969 werd hij benoemd tot hoogleraar structurele chemie, een functie die hij tot aan zijn emeritaat in 1990 bleef bekleden.

## Papaïne
Na terugkomst van zijn postdoctorale jaar werd Drenth benoemd tot assistent-professor aan de Rijksuniversiteit Groningen en koos om te werken aan een ander plantaardig eiwit: het protease papaïne, gewonnen uit de latex van de papajaboom. Papaïne was uitgebreid biochemisch bestudeerd door Emil Smith in de Verenigde Staten, en voordat hij na zijn postdoctorale studie naar huis ging, bezocht Drenth het lab van Smith, die net de aminozuurvolgorde van papaïne had bepaald. Dit maakte papaïne een ideale kandidaat voor röntgenstructuurbepaling, een project dat Drenth samen met Hans Jansonius in Groningen uitvoerde. Er werden precessiecamera's gebruikt om de diffractieintensiteiten te verzamelen. In 1959 werden de eenheidscel en de eerste zwaar-atoom afgeleide gepubliceerd, drie jaar later gevolgd door drie aanvullende afgeleiden en twee vlakke projecties van de papaïne kristalstructuur met 5 A resolutie. Nog eens vijf jaar later kon een driedimensionale Fourier worden berekend met een resolutie van 4,5 A.
Drenth stond bekend om zijn vaardigheid in het sleutelen aan instrumenten, wat leidde tot het ontwerp en de bouw van zijn automatische densitometer. Deze machine zette de zwartheid van de diffractiebundels op precessiefilms, die van eiwitkristallen werden genomen, om in gaatjes in papieren tape, die de universiteitscomputer vervolgens omzette in de geïntegreerde dichtheid van elke vlek op de film. Het scannen van een enkele film duurde vele uren. Het instrument bleek essentieel te zijn voor het oplossen van de structuur van papaïne.
Dankzij de toewijding van Drenth's afgestudeerde studenten, Hans Jansonius en Roelof Koekoek, werd de driedimensionale structuur van papaïne in 1968 volledig opgelost met behulp van de meervoudige isomorfe vervangingsmethode, aangevuld met anomale diffractieverschillen van drie zwaar-atoomderivaten. Een opmerkelijk kenmerk van deze structuurbepaling was de belangrijke bijdrage aan het corrigeren van de aminozuurvolgorde van papaïne bepaald door de groep van Emil Smith in de Verenigde Staten. De elektronendichtheidskaart van papaïne was zo duidelijk dat er een pseudo-aminozuursequentie uit kon worden afgeleid, waardoor onderzoekers peptidefragmenten van papaïne konden afstemmen op bekende sequenties van Smith's groep. Er ontbrak een segment van 13 aminozuren in de eerder bepaalde aminozuursequentie en twee stukken van de sequentie waren incorrect verbonden. In die tijd was het vaststellen van de juiste volgorde van dergelijke peptidefragmenten vaak een van de meest tijdrovende stappen in de chemische sequentiebepaling.
De vouwing van papaïne was tot dan toe onbekend. De actieve site bleek een essentieel cysteïnerestidu te bevatten, gepositioneerd in de buurt van een histidine en een asparagine, die samen een zogenaamd Cys-His-Asn triade vormen. Opmerkelijk is dat dit plantaardige eiwit belangrijke actieve eigenschappen deelt met de chymotrypsine-achtige serine proteasen uit zoogdieren. Ondanks het feit dat het een compleet andere opvouwing heeft, was de actieve site geëvolueerd naar een vergelijkbare functionele constellatie, een voorbeeld van wat je lokale convergente evolutie zou kunnen noemen.
Papaïne was de vijfde driedimensionale enzymstructuur die wereldwijd werd bepaald op en de eerste die werd opgehelderd in Europa.

## Subtilisine
Een jonge promovendus uit Eindhoven, Wim G.J. Hol, zette de successen van de groep van Jan Drenth voort door de structuur op te lossen van subtilisine, een serine protease dat door bepaalde bacteriën wordt uitgescheiden. Het enzym kristalliseerde uit 50% aceton, een ongebruikelijk reagens voor proteïnekristallisatie. De structuur leek sterk op die van subtilisine, opgelost met behulp van kristallen verkregen uit hoge concentraties ammoniumsulfaat door Christine Wright in San Diego. Deze bevinding toonde aan dat, tenminste in veel gevallen, de röntgenstructuur van een eiwit grotendeels onaangetast blijft door de kristallisatieomstandigheden.
Net als chymotrypsine bevat subtilisine een katalytische Ser-His-Asptriade, maar de twee enzymen nemen totaal verschillende vouwen aan. Subtilisine dient als een ander voorbeeld van hoe enzymen uit verschillende evolutionaire lijnen vergelijkbare katalytische mechanismen kunnen ontwikkelen terwijl ze verschillende structurele kaders behouden: een voorbeeld van convergente evolutie. Vergelijkbare proteasen zijn geïdentificeerd in andere organismen, waaronder de Plasmodium parasiet die verantwoordelijk is voor malaria.

## Prijzen en samenwerkingen
In 1969 werd Jan benoemd tot hoogleraar, een positie die hij bekleedde tot zijn pensioen in 1990. In 1973 werd hij lid van de Koninklijke Nederlandse Akademie van Wetenschappen. In 1980 ontving hij de Koninklijke Shell Prijs voor Scheikunde en werd hij verkozen tot lid van de European Molecular Biology Organization (EMBO). Hij was vice-voorzitter van de Raad van het Europees Laboratorium voor Moleculaire Biologie (EMBL) van 1985 tot 1987 en voorzitter van 1988 tot 1990.
Als hoogleraar initieerde Jan verschillende nieuwe onderzoeksprojecten in samenwerking met biochemische groepen in heel Nederland, met name met de biochemische afdelingen van Wageningen Universiteit (voor het onderzoek naar PHBH) en Universiteit Utrecht (voor het onderzoek naar PLA2).

## p-Hydroxybenzoaat hydroxylase (PHBH)
Bij de samenwerking met Wageningen Universiteit was professor Franz Müller betrokken, die de enzymatische eigenschappen van verschillende flavine-afhankelijke enzymen bestudeerde, waaronder het FAD-afhankelijke enzym p-hydroxybenzoaathydroxylase (PHBH). Structuurstudies van dit enzym vormden een grote uitdaging vanwege de omvang: ongeveer 400 aminozuurresiduen. Hoewel de gele kristallen goed verstrooiden, moesten er nieuwe hardware- en softwaremethoden worden geïmplementeerd voor het verzamelen en verwerken van gegevens.
Jan had de ideale onderzoeksomgeving gecreëerd voor een dergelijk project, omdat hij goed geïntegreerd was in de kleine internationale gemeenschap voor proteïnekristallografie en ondersteund werd door uitstekend technisch personeel. Het eerste model van dit enzym werd in 1978 gebouwd als een fysisch model (1 Å = 2 cm) met behulp van metaalframe-modellen van aminozuren, FAD en substraat in een speciaal gemaakte Richardsbox, omdat de bestaande eenheid te klein was voor deze structuur. Deze Richardsbox had een verticale spiegel van 150 × 180 cm.
Uiteindelijk werd er ook een model gebouwd met behulp van de eerste interactieve computer-grafische eenheid van de onderzoeksgroep. Jan, die altijd graag nieuwe methoden uitprobeert, nam enthousiast deel aan de computer-grafisch begeleide modelbouw van PHBH. De kristalstructuur, bepaald met een resolutie van 2,5 Å, verschafte een van de vroegste structurele inzichten in een FAD-afhankelijk enzym. Latere studies hebben het mechanisme van PHBH en andere FAD-afhankelijke enzymen verder opgehelderd.

## Fosfolipase A2 (PLA2)
Jan Drenth werkte ook succesvol samen met Gerard de Haas en Arend Slotboom (Universiteit Utrecht) aan pancreasfosfolipase A2 (PLA2), een lipolytisch enzym dat de hydrolyse van de esterbinding op de C2-positie van 3-fosfoglyceriden katalyseert. Naast zijn spijsverteringsfunctie heeft het PLA2 enzym een sleutelrol in verschillende fysiologisch belangrijke processen, waaronder ontstekingen, bloedplaatjesaggregatie en acute overgevoeligheid. Jan werkte aanvankelijk aan het pancreasenzym van varkens, maar omdat het enzym van runderen veel betere kristallen produceerde, verschoof de aandacht naar deze variant. De kristalstructuur van runderfosfolipase A2 onthulde een active site met het belangrijkste katalytische residu His48 en een calciumion, die beide essentieel zijn voor activiteit. His48 vormt een lcharge-relay systeem met Asp99 en activeert een watermolecuul dat de sn-2 ester binding van het fosfolipidensubstraat hydrolyseert. Het calciumion bindt zich aan de fosfaatgroep van het fosfolipide en stabiliseert de tetraëdrische overgangstoestand van de hydrolysereactie. Tijdens binding in de active site, kan het fosfolipidensubstraat zijn conformatie, zoals die wordt aangetroffen in micellen en fosfolipidenbilagen, behouden, waardoor hydrolyse mogelijk is zonder dat structurele veranderingen van het substraat nodig zijn.
Vervolgens werd de moleculaire basis van de interactie van het enzym met micellen onderzocht. Pancreatisch fosfolipase A2 wordt gesynthetiseerd als een zymogeen, dat in de darm wordt geactiveerd door de verwijdering van zeven N-terminale residuen. Terwijl het zymogeen en het actieve enzym vergelijkbare katalytische eigenschappen vertonen op monomere substraten, is het actieve enzym 100- tot 1000-maal actiever op geaggregeerde substraten zoals micellen.
Uit röntgenkristallografische studies van het zymogeen en een N-terminaal gemodificeerd fosfolipase A2 bleek dat ongeveer 10% van de aminozuurresiduen, inclusief de N-terminale regio, ongeordend zijn in het enzym en in het gemodificeerde eiwit vergeleken met het volledig actieve enzym. In het actieve enzym is de vrije N-terminale groep volledig gebonden met waterstofbruggen en diep begraven in het inwendige van het enzym, waardoor de voorheen ongeordende regio's stijver worden. In deze gebieden bevinden zich verschillende residuen waarvan bekend is dat ze interactie vertonen met micellen, wat verklaart waarom het zymogeen en de N-terminaal gemodificeerde PLA2 een verminderde affiniteit hebben voor geaggregeerde fosfolipiden. De integratie van eiwitkristallografie, biochemische analyse en enzymologische studies maakte dit onderzoek bijzonder interessant en trok veel belangstelling van zowel academische onderzoekers als van de farmaceutische industrie.

## Later werk
Na zijn pensionering begon Jan Drenth aan twee nieuwe grote projecten: het schrijven van het leerboek "Principles of Protein X-ray Crystallography" en het onderzoeken van de fysische principes die ten grondslag liggen aan proteïnekristallisatie.

## Leerboek "Principles of Protein X-ray Crystallography"
Jan genoot van het lesgeven en begeleiden van studenten. Zelfs na zijn officiële pensionering in 1990 bleef hij lezingen geven over proteïnekristallografie terwijl hij tegelijkertijd zijn leerboek schreef. Dit werk verschafte gedetailleerde inzichten in zowel de theorie als de praktijk van kristallografie, van kristalgroei en gegevensanalyse tot de ingewikkelde methoden die gebruikt werden om de faseinformatie die verloren gaat in diffractieexperimenten te herstellen. Voor het eerst gepubliceerd in 1994, werd "Principles of Protein X-ray Crystallography" al snel een standaard leerboek op dit gebied en werd het zelfs in het Japans vertaald. Het succes motiveerde Jan om de inhoud te verfijnen en uit te breiden, wat leidde tot een tweede editie in 1999 en een derde in 2007. Hierna verlegde hij zijn focus naar nieuwe interesses buiten de wetenschap.

## Grondslagen van eiwitkristallisatie
Terwijl Jans primaire onderzoek zich richtte op het oplossen van eiwitkristalstructuren om belangrijke vragen over de activiteit en functie van eiwitten te beantwoorden, raakte hij steeds meer gefascineerd door het fundamentele proces van eiwitkristallisatie zelf, een cruciale stap in het verkrijgen van structurele gegevens met hoge resolutie. Op dat moment bleef het theoretische begrip van kristallisatie achter bij de experimentele vooruitgang, waardoor belangrijke vragen onbeantwoord bleven: Hoe ontstaan kristallen van eiwitten? Wat bepaalt de transformatie van kleine kristalkernen naar grote, bruikbare kristallen? Om deze uitdagingen aan te gaan, werkte Jan samen met Cor Haas, emeritus hoogleraar vastestof chemie van de Universiteit van Groningen. Samen ontwikkelden ze een meer kwantitatieve benadering van proteïnekristallisatie, met als doel de optimale condities voor proteïnekristallisatie te voorspellen op een manier die bruikbaar is voor eiwitkristallografen. Het werk, dat gefinancierd werd door de Universiteit van Groningen, de European Space Organization en de Europese Unie, resulteerde in meer dan tien publicaties tussen 1990 en 2007. Tot hun belangrijkste bevindingen behoorde de cruciale rol van dichtheidsfluctuaties bij het initiëren van nucleatie. De ontdekking, met behulp van NMR, van een meetbare inductieperiode voordat de eerste kernen in oplossing verschijnen, die sterk afhankelijk is van oververzadiging niveaus (Drenth en de theoretische verklaring van de relatie tussen de oplosbaarheid van eiwitten in waterige oplossingen en de tweede viriale coëfficiënt. Deze prestaties werden algemeen erkend en uitgebreid geciteerd.

## Jan Drent, de persoon
Gedurende zijn hele periode aan de Rijksuniversiteit Groningen hebben Jan en zijn collega's een zeer stimulerende en op samenwerking gerichte onderzoeksomgeving gecultiveerd die studenten en postdocs van over de hele wereld aantrok. Zijn geduldige en deskundige begeleiding was essentieel om onderzoekers te helpen hun uitdagende projecten tot een goed einde te brengen. Door zijn onderzoek, onderwijs en invloedrijke tekstboek heeft Jan Drenth een blijvende stempel gedrukt op het vakgebied van de eiwitkristallografie, waarbij hij zowel het theoretisch begrip als de experimentele methodologie bevorderde. Buiten het laboratorium genoot hij enorm van de jaarlijkse groepsuitjes, vooral die met fietsen, een activiteit die hem in staat stelde om te genieten van een van zijn favoriete bezigheden: het plakken van lekke fietsbanden, iets wat onvermijdelijk gebeurde.

Jan was een begenadigd spreker en was even innemend op formele evenementen als op de levendige feestjes na elke verdediging van een proefschrift. De informele bijeenkomsten die hij en zijn vrouw Wil organiseerden, vaak ter ere van internationale bezoekers, waren ook gedenkwaardige gelegenheden. Uit zijn huwelijk met zijn vrouw Wil overleed Wil in 1984. Enkele jaren later ontmoette Jan Els Baarspul en ze trouwden in 1990, kort voor Jan met pensioen ging.
- Gemeinsame Normdatei: 172056969
- International Standard Name Identifier: 0000 0001 1655 2465
- Library of Congress Control Number: n93074877
- Nationale Bibliotheek van Tsjechië: jcu2012731118
- Nationale Bibliotheek van Israël: 987007446853605171
- Nederlandse Thesaurus van Auteursnamen: 072414448
- Système universitaire de documentation: 033245568
- Virtual International Authority File: 61635591
- WorldCat: E39PBJyxgXMg4g3Dgph9Prp3wC